# (1372) Haremari
(1372) Haremari es un asteroide que forma parte del cinturón de asteroides y fue descubierto por Karl Wilhelm Reinmuth el 31 de agosto de 1935 desde el observatorio de Heidelberg-Königstuhl, Alemania.

## Designación y nombre
Haremari se designó inicialmente como 1935 QK.
Más adelante fue nombrado con la palabra «harem» y las iniciales del Astronomisches Rechen-Institut.

## Características orbitales
Haremari orbita a una distancia media de 2,767 ua del Sol, pudiendo acercarse hasta 2,363 ua y alejarse hasta 3,172 ua. Tiene una excentricidad de 0,1463 y una inclinación orbital de 16,46°. Emplea 1682 días en completar una órbita alrededor del Sol.